# Thara Memory
Thara Memory (* 1948 in Eatonville (Florida); † 17. Juni 2017 in Portland (Oregon)) war ein US-amerikanischer Jazzmusiker (Trompete, Komposition, Arrangement) und Musikpädagoge.

## Leben und Wirken
Memory besuchte die Alabama State University und die Marylhurst University in Marylhurst, Oregon. Er wurde sowohl musikalisch als auch persönlich von Mentoren beeinflusst, darunter seinem Banddirektor der siebten Klasse, Louis Hamlin, Jr., und seinem Lehrer an der Alabama State University, William B Fielder, einem Jazz- und Sinfonie-Trompeter.
1970 kam Memory erstmals nach Portland, als er mit dem R&B-Musiker Joe Tex tourte. Von den 1980er-Jahren bis zu seinem Tod im Jahr 2017 lebte er in Portland. Von 1993 bis 1995 war er Mitglied des Leroy Vinnegar Quartet. Seit Anfang der 1990er-Jahre leitete er außerdem eine Jazz-Funk-Gruppe, die Thara Memory SuperBand. Seine Jazzoperette Sherman wurde 2011 im Interstate Firehouse Cultural Center in Portland aufgeführt. Unter eigenem Namen legte Memory das Album  Juke Music vor, gefolgt von Chronicle (2008). Im Bereich des Jazz war er laut Tom Lord zwischen 1972 und 2019 an 16 Aufnahmesessions beteiligt, u. a. mit dem Sänger und Perkussionisten Obo Addy, Rich Perry, Eddie Harris (Vexatious Progressions), Akbar DePriest, Mel Brown und zuletzt mit Bernard Purdie.
2005 gründete Memory das American Music Program Pacific Crest Jazz Orchestra (oft abgekürzt als American Music Program), ein Jugendjazzorchester in Portland, das nationale Auszeichnungen erhalten hat. Beim Portland Jazz Festival 2012 wurde Memory als „Portland Jazz Master 2012“ ausgezeichnet. Im Februar 2013 gewann er mit Esperanza Spalding  einen Grammy Award in der Kategorie Grammy Award for Best Arrangement, Instrumental and Vocals für Spaldings Stück „City of Roses“ von deren Album Radio Music Society. Des Weiteren wurde er in die Oregon Music Hall of Fame aufgenommen.
Mehrere Monate vor seinem Tode im Juni 2017 wurde Memory wegen des Verdachts des sexuellen Missbrauchs von Schülerinnen angeklagt. Ein Urteil in dem Gerichtsverfahren war zum Zeitpunkt seines Todes noch nicht ergangen.